# Norbert Elias

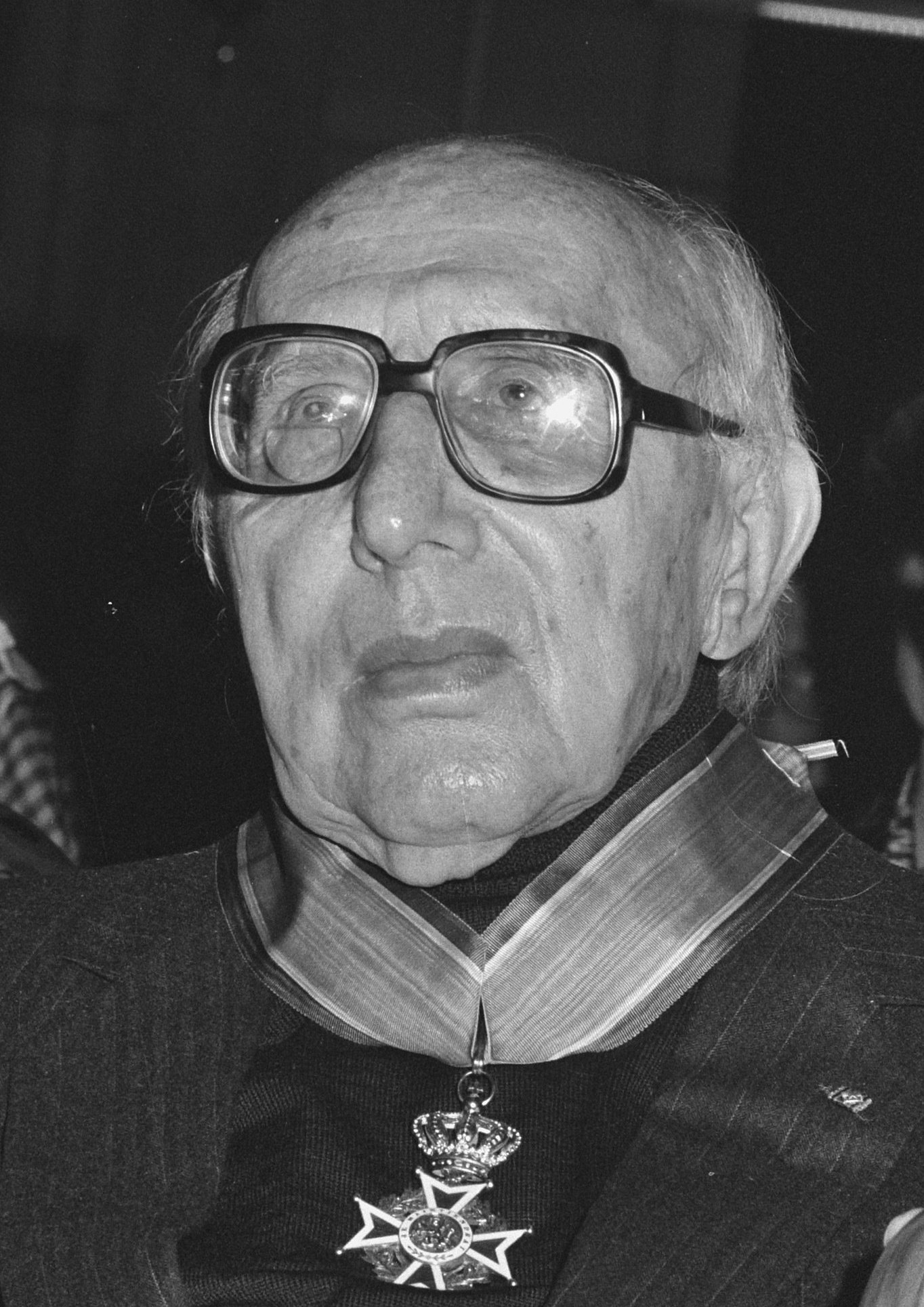
Norbert Elias (1987)

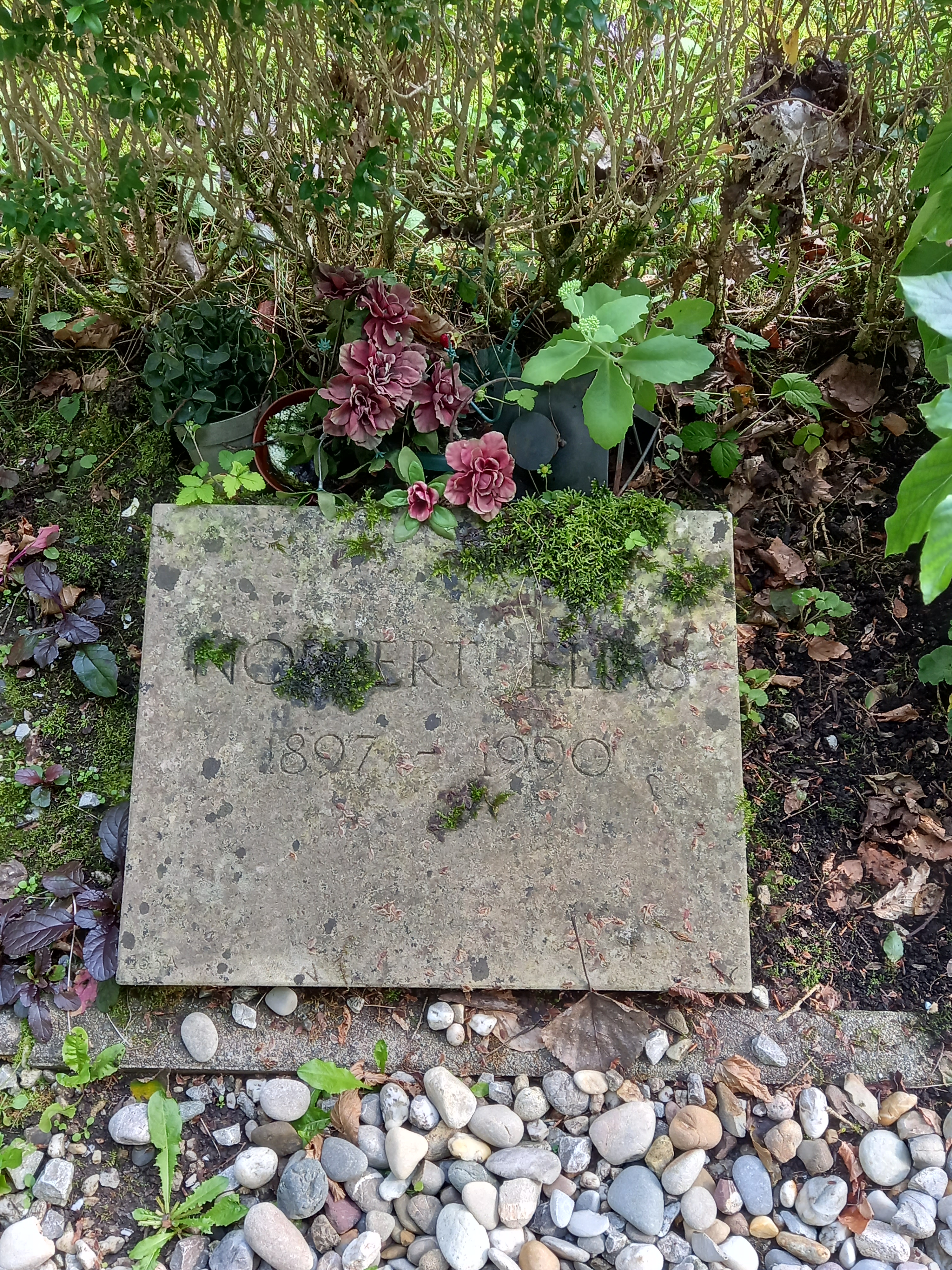
Das Grab von Norbert Elias auf dem Friedhof Westgaarde in Amsterdam

Norbert Leo Elias (geb. 22. Juni 1897 in Breslau; gest. 1. August 1990 in Amsterdam) war ein deutsch-britischer Soziologe, der nach seiner Emigration 1933 hauptsächlich in England und den Niederlanden lebte. Er wurde 1952 naturalisierter britischer Staatsbürger. Lange Zeit unbeachtet, wird sein Werk seit den 1970er Jahren breit rezipiert. Mit seinem Namen sind die Begriffe „Figuration“ sowie „Prozess- und Figurationssoziologie“ verbunden, die eine methodologische Neuprägung der Soziologie in Anknüpfung an Karl Mannheim bezeichnen. Sein Werk Über den Prozeß der Zivilisation aus dem Jahre 1939 (Neuauflage: 1969/1976) wird zu den bedeutendsten Werken der Soziologie im 20. Jahrhundert gezählt. Eine bedeutende Ergänzung hierzu stellt Über die Zeit (1984) dar. Er befasste sich auch mit der problematischen Integration von wissenschaftlichen Eliten in ihre jeweilige Gesellschaft.

## Leben

### Kindheit, Jugend, Kriegsdienst
Norbert Elias wuchs in Breslau in einer jüdischen Familie auf. Er war das einzige Kind der Eheleute Hermann und Sophie Elias (geb. Galevski). Der wohlhabende Vater war Besitzer einer Textilfabrik, in der Anzüge für den Großhandel produziert wurden. Der erfolgreiche Selfmademan zog sich noch vor dem Ersten Weltkrieg aus dem Berufsleben zurück und wurde Rentier. Die Mutter war Hausfrau und pflegte ein geselliges Leben. Seine Eltern seien, so äußerte sich Elias in einem Interview mit Carmen Thomas, nicht besonders gläubige Juden gewesen, seine Mutter habe aber den Haushalt koscher gehalten, damit seine Großeltern bei ihnen hätten essen können.
Elias, ein schwächliches Kind, das häufig krank war, wurde von Gouvernanten erzogen und in den drei Vorschuljahren von einem Hauslehrer unterrichtet. Sein Schulbesuch begann erst mit der Sexta des Johannesgymnasiums. In seinen Notizen zum Lebenslauf betonte er, die Zeit am Breslauer Gymnasium sei eine Zeit großer Bedeutung für die Ausrichtung seiner intellektuellen Interessen gewesen. Zudem zählte das Breslauer Johannesgymnasium aus ihm unbekannten Gründen zu der Minorität der städtischen Gymnasien, „an denen jüdische Schüler den Druck versteckter oder offener antisemitischer Feindseligkeit von seiten der Lehrer und Mitschüler kaum zu spüren bekamen.“ Der Unterricht am Gymnasium war vom klassischen Bildungsideal des deutschen Bürgertums bestimmt. Im Mittelpunkt standen die Klassiker der griechisch-römischen Antike und die der Schiller- und Goethezeit. Deshalb wünschte sich der dreizehnjährige Elias zu seiner Bar Mitzwa deutsche Klassiker in der Ausgabe des Bibliographischen Instituts.
Am 8. Juni 1915 bestand er die Reifeprüfung, am 22. Juni immatrikulierte er sich an der Universität Breslau für die Fächer Philosophie und Germanistik. Am 1. Juli meldete er sich, wie alle seine Klassenkameraden, als Kriegsfreiwilliger. Er wurde Telegraphist, kam anfangs an die Ostfront und nahm dann an der Schlacht an der Somme teil. Dort erlitt er einen Zusammenbruch, wurde in die Heimat zurückgeschickt und als nicht mehr felddienstfähig als Sanitätssoldat in einer Genesenden-Batterie eingesetzt. Parallel zum Sanitätsdienst nahm er ein Medizinstudium auf. Am 4. Februar 1919 wurde er aus dem Militärdienst entlassen. Die meisten seiner Klassenkameraden waren gefallen.

### Studium
1918 begann Elias an der Universität Breslau ein Studium der Philosophie und der Medizin, letzteres nur bis zum Physikum 1919. Er unterbrach sein Studium durch Studienaufenthalte an der Universität Heidelberg im Sommersemester 1919 und der Universität Freiburg im Breisgau im Sommersemester 1920. Während seiner gesamten Studienzeit bis 1925 war Elias engagiertes Mitglied der zionistischen Jugendbewegung Blau-Weiß. Ab Beginn des Wintersemesters 1915/16 war er auch Mitglied der Hasmonaea Breslau im „Kartell Jüdischer Verbindungen“ (K. J. V.). Bereits aus jenen Tagen kannte er viele gleichaltrige jüdische deutsche Intellektuelle wie Erich Fromm, Leo Strauss oder Leo Löwenthal.
Ab 1922 arbeitete Elias in einer Fabrik zur Herstellung von Kleineisenteilen als Leiter der Exportabteilung, um dadurch sein Studium zu finanzieren. 1924 erfolgte seine Promotion zum Dr. phil. an der Universität Breslau. Der Titel seiner Dissertation lautete Idee und Individuum – Ein Beitrag zur Philosophie der Geschichte; sein Doktorvater war Richard Hönigswald.
Im Jahr 1924 zog Elias nach Heidelberg und setzte dort sein Studium der Soziologie fort. Von Alfred Weber wurde er für eine Habilitation akzeptiert. Die Arbeit über Die Bedeutung der Florentiner Gesellschaft und Kultur für die Entstehung der Wissenschaft galt der Entstehung der modernen Naturwissenschaften. 1930 brach Elias sein Habilitationsprojekt ab und folgte Karl Mannheim nach Frankfurt am Main. Er arbeitete als dessen Assistent an der dortigen Universität und begann seine Habilitation mit der Schrift Der höfische Mensch.

### Emigration
Die Habilitationsschrift war bereits eingereicht und Mannheim als Gutachter bestimmt, als im März 1933 zu Beginn der nationalsozialistischen Herrschaft das Institut für Soziologie geschlossen und damit auch Elias’ Habilitationsverfahren abgebrochen wurde. Die Schrift erschien erst 1969 in veränderter Form unter dem Titel Die höfische Gesellschaft.
Elias ging noch 1933 ins Exil, zunächst nach Paris, 1935 nach Großbritannien. Während seiner achtmonatigen Internierung als Enemy Alien auf der Isle of Man im Central Camp (Douglas) sowie im Hutchinson Internment Camp brachte Elias 1940 im Internierungslager ein selbst verfasstes Drama Die Ballade vom armen Jakob zur Aufführung. Unterstützt wurde Elias in dieser Zeit durch Morris Ginsberg und seine ebenfalls in England im Exil lebenden Freundinnen Evelyn Anderson und deren Schwester Ilse Seglow, die bei Elias promoviert hatte, sich nun um seine Freilassung bemühte und ihn mit Lebensmittel- und Büchersendungen versorgte.
Seine Eltern blieben in Breslau, wo sein Vater 1940 starb. Seine Mutter wurde am 30. August 1942 ins Ghetto Theresienstadt deportiert und in Treblinka ermordet.
Nach seiner Entlassung aus der Internierung war Elias kurzzeitig als Lecturer für die Workers’ Educational Association tätig, und danach hielt er Volkshochschulkurse in Leicester. Hinzu kamen 1951/52 Lehraufträge am University College Leicester (der heutigen University of Leicester) und 1952/53 am Bedford College in Bedford (Bedfordshire). In dieser Zeit kam es auch zur Zusammenarbeit mit dem 1933 ebenfalls aus Frankfurt emigrierten Psychoanalytiker S. H. Foulkes.

### University of Leicester und University of Ghana
Von 1954 bis 1962 hatte Elias eine Dozentenstelle am neugegründeten Department of Sociology der University of Leicester inne (Schüler waren u. a. Martin Albrow und Anthony Giddens). In diese Zeit fiel auch seine erste umfangreiche empirische Studie Etablierte und Außenseiter. Davor war er lange Zeit in der Erwachsenenbildung tätig und beschäftigte sich mit Gruppentherapie. 1962 bis 1964 war er Soziologieprofessor an der University of Ghana in Accra (Schüler war Willie B. Lamousé-Smith), anschließend kehrte er nach England zurück, wo er als Privatgelehrter lebte.

### Niederlande und Gastprofessuren in Deutschland

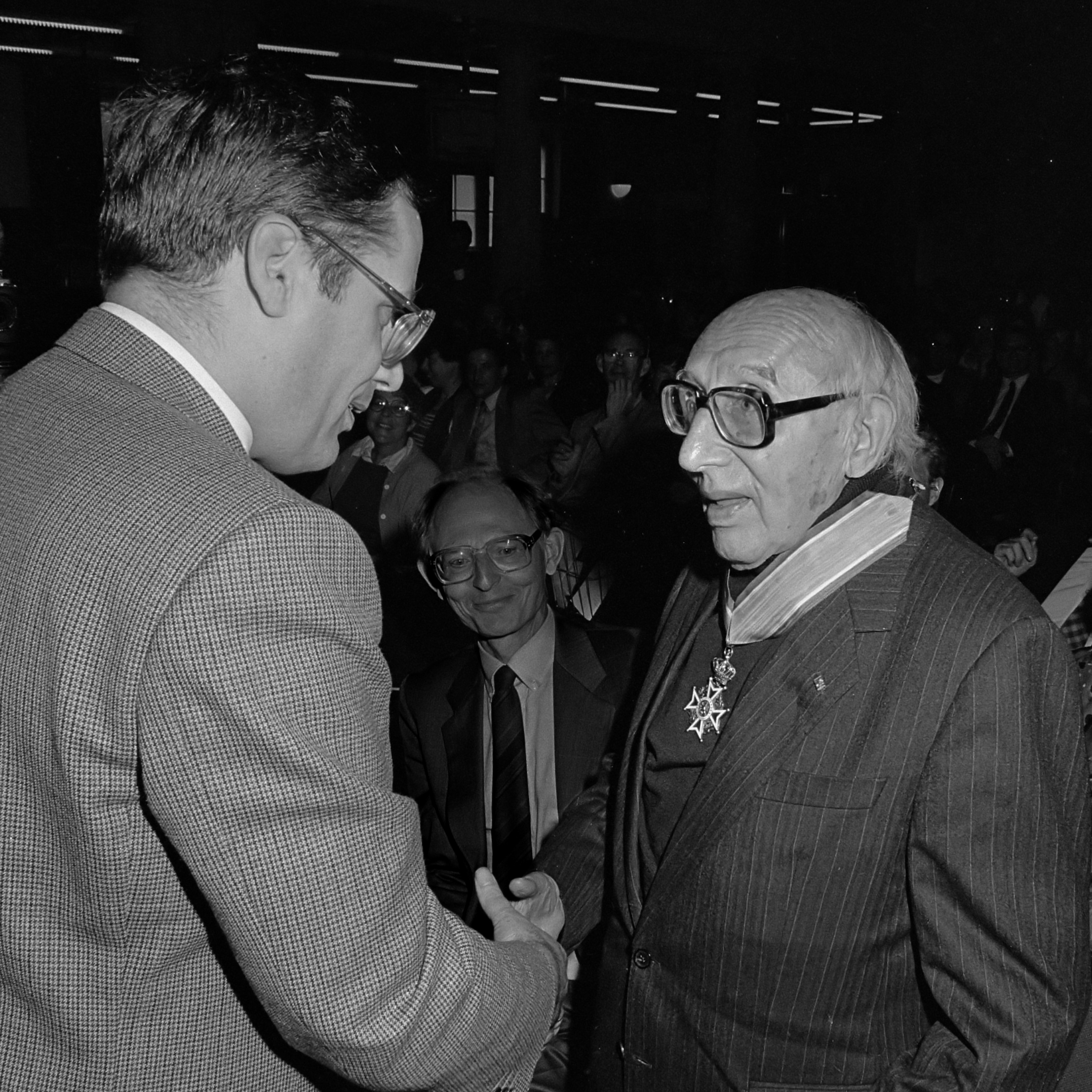
Der 90-jährige Norbert Elias wird durch den niederländischen Wissenschaftsminister geehrt (1987)

Ab 1978 hatte er seinen festen Wohnsitz in Amsterdam und war Gastprofessor an verschiedenen deutschen Universitäten (Aachen, Münster, Bielefeld). Erst jetzt – und insbesondere mit dem Erfolg der Taschenbuchausgabe von Über den Prozeß der Zivilisation (1976) – wurde Elias’ Arbeit in Deutschland rezipiert und anerkannt.
Norbert Elias arbeitete von 1978 bis 1984 im Zentrum für interdisziplinäre Forschung (ZiF) in Bielefeld. Unter anderem war er in den ZiF-Forschungsgruppen „Funktionsgeschichte literarischer Utopien in der frühen Neuzeit“ und „Philosophie und Geschichte“, in letzterer unter Leitung von Reinhart Koselleck, tätig.

## Ansatz und Leistungen
Norbert Elias entwickelte eine eigenständige soziologische Theorie, deren Grundsätze in den Begriffen Figurationssoziologie bzw. Prozesssoziologie zum Ausdruck gebracht werden.

### Figurationssoziologie
Um soziale Prozesse in wirklichkeitsgerechten Theorien abbilden zu können, sind Theorien unzureichend, die „Gesellschaft“ vom Individuum her denken, aber auch solche Theorien, die vom Individuum absehen und vom „Ganzen“ ausgehen. Vielmehr müssen im Mittelpunkt jeder soziologischen Forschung die Menschen und die dynamischen gesellschaftlichen Verflechtungen stehen, die sie miteinander bilden: „Die ‚Umstände‘, die sich ändern, sind nichts, was gleichsam von ‚außen‘ an den Menschen herankommt; die ‚Umstände‘, die sich ändern, sind die Beziehungen zwischen den Menschen selbst.“ (Elias in: Über den Prozess der Zivilisation, 2. Bd.). Unter Figuration versteht Elias ein Bild menschlicher Gesellschaften, das die Einseitigkeit von „Teil“ oder „Ganzem“ vermeidet, indem es Gesellschaft als Verbindung zwischen Individuen abbildet, d. h. gegenseitige Abhängigkeiten. Dabei können Gesellschaften im Lauf ihrer Entwicklung komplexer werden, ineinander verschachtelte Ebenen haben. Dieselben Menschen können in der Lebens- und Arbeitswelt also verschiedene Figurationen bilden. Beispielsweise erläutert er anhand der wechselseitigen Abhängigkeit zwischen Etablierten und Außenseitern eine Figuration, die noch weiter ausdifferenziert werden kann in das Verhältnis zwischen In- und Ausländern.

### Prozesssoziologie
Soziologische Theorien, in denen gesellschaftliche Prozesse statisch gedacht, also auf Zustände reduziert werden und gesellschaftlicher Wandel als eine Abfolge von scheinbar stabilen Zuständen betrachtet wird, zwischen denen es Phasen des Wandels gibt, können nach Elias nicht realitätsgerecht sein. Dies hat er beispielsweise an der Schule des Soziologen Talcott Parsons kritisiert. Eine realistische Grundannahme ist stattdessen, dass Realität (und damit Gesellschaften) keine Zustände kennt, sondern ständig in Bewegung ist. Es ist also notwendig, stets Prozesse zu beschreiben, um soziologische Theorien bilden zu können. Eine seiner Folgerungen ist, dass kein einzelnes gesellschaftliches Phänomen ohne eine Theorie eines langfristigen Wandels zu verstehen oder zu erklären sei. Er fordert die Erarbeitung einer empirisch fundierten Theorie der soziokulturellen Evolution und sieht sich nur als Wegbereiter dafür.
Eine Abgrenzung der beiden Begriffe ist nur bedingt möglich, denn auch Figurationen sind Prozesse und durch ihren Prozesscharakter gekennzeichnet. Sie sind daher grundlegend als „soziale Prozessmodelle“ angelegt. Kurz vor seinem Tod hatte Elias den Eindruck, dass der Figurationsbegriff sich im Gebrauch zu sehr in die Nähe des Systembegriffs entwickelte, und zog deshalb den Begriff Prozesssoziologie vor.
Elias bricht durch seine Theorie mit der langen Denktradition, in der „die Gesellschaft“ dem „als selbständig gedachten Individuum“ gegenübergestellt wurde. Seine Gedanken über das Verhältnis von „Gesellschaft“ und „Individuum“, die sich in nahezu allen seinen Werken finden, führen in letzter Konsequenz zu einer Neudefinition von Begriffen wie „Identität“ und „Selbstwert“ und zu einer in der Geschichte der Soziologie relativ neuartigen Sicht auf die Menschen als Akteure mit einem gewissen Freiheitsspielraum im Rahmen der Figurationen, die sie in sozialen Prozessen miteinander bilden. Zudem überwindet Elias damit auch die traditionelle wissenschaftliche Trennung zwischen Psychologie, Soziologie und Geschichtswissenschaft.
Insbesondere der Geschichtswissenschaft hat Elias in seinen Untersuchungen neue Perspektiven eröffnet: Die Entwicklung vom Feudalismus zur Territorialisierung in Deutschland, die Herausbildung des Königsmechanismus, die Erforschung von Mentalitäten, die die französische Historikerschule um Georges Duby und die Zeitschrift Annales ausgebaut hat, und viele weitere Erkenntnisse sind ihm zu verdanken.
Elias legt ausdrücklich Wert auf eine verständliche Wissenschaftssprache, die er selbst nach Abschluss seiner Doktorarbeit (die er diesbezüglich später skeptisch sah) zunehmend entwickelte. Sein Anliegen war dabei auch die Schaffung von Begriffen, die der von ihm vertretenen neuen Sicht als angemessene, also genaue, „Sprachwerkzeuge“ dienen können.
Häufig wird Elias als Begründer der Zivilisationstheorie bezeichnet. Diese Betitelung wird den Leistungen des Sozialwissenschaftlers jedoch nicht gerecht. Hat er doch zu sehr unterschiedlichen Fragen der soziologischen Theoriebildung und zu Fragen gegenwärtiger Gesellschaften Stellung bezogen:
- zur Wissenschaft und Wissenschaftsgeschichte
- zur spezifisch gesellschaftlichen Situation, in der man sich als Soziologin oder Soziologe befindet
- zum sozialen Wandel und zur Widersprüchlichkeit
- zur historisch gewordenen „Struktur“ der Weltgesellschaft
- zur Frage, welche soziologischen Begriffe und Instrumente man heute benötigt, um eine umfassende Perspektive auf die Entwicklung der Menschheit und des Menschen zu gewinnen.

## Norbert-Elias-Stiftung
Zur weiteren Förderung des breiten prozess- und beziehungsbasierten Verständnisses sozialwissenschaftlicher Forschung gründete Elias 1983 die Norbert-Elias-Stiftung, die nach seinem Tod zu seiner Alleinerbin wurde.

## Norbert-Elias-Archiv
Das Norbert-Elias-Archiv umfasst unveröffentlichte Typoskipte und Manuskripte (von wissenschaftlichen Texten und Gedichten), Korrespondenz sowie die Bibliothek von Norbert Elias. Es befindet sich seit 1994 im Deutschen Literaturarchiv (DLA) in Marbach am Neckar und ist zugänglich für Forscher aus den Bereichen von Wissenschaft und Literatur. Die weitere Erforschung der Dokumente des Norbert-Elias-Archivs wird durch das Norbert-Elias-Stipendium gefördert.
Das Bestandsverzeichnis zum Norbert-Elias-Archiv ist im Deutschen Literaturarchiv einsehbar. Es besteht aus drei Teilen:
- Teil 1: Korrespondenz und Manuskripte seit 1984
- Teil 2: Bibliothek von Norbert Elias (mit und ohne Anmerkungen von Norbert Elias)
- Teil 3: Korrespondenz und Manuskripte vor 1984

Einer der wichtigsten Online-Kataloge ist der HyperElias©World Catalogue. Er wurde erstellt von Ingo Mörth und Gerhard Fröhlich (Universität Linz), enthält jedoch keine detaillierte Auflistung zur Korrespondenz von Elias.
Im Norbert-Elias-Archiv befindet sich unter anderem die bislang kaum beachtete Korrespondenz zwischen Norbert Elias und Pierre Bourdieu (1976 bis 1990).

## Auszeichnungen
- 1977: Theodor-W.-Adorno-Preis

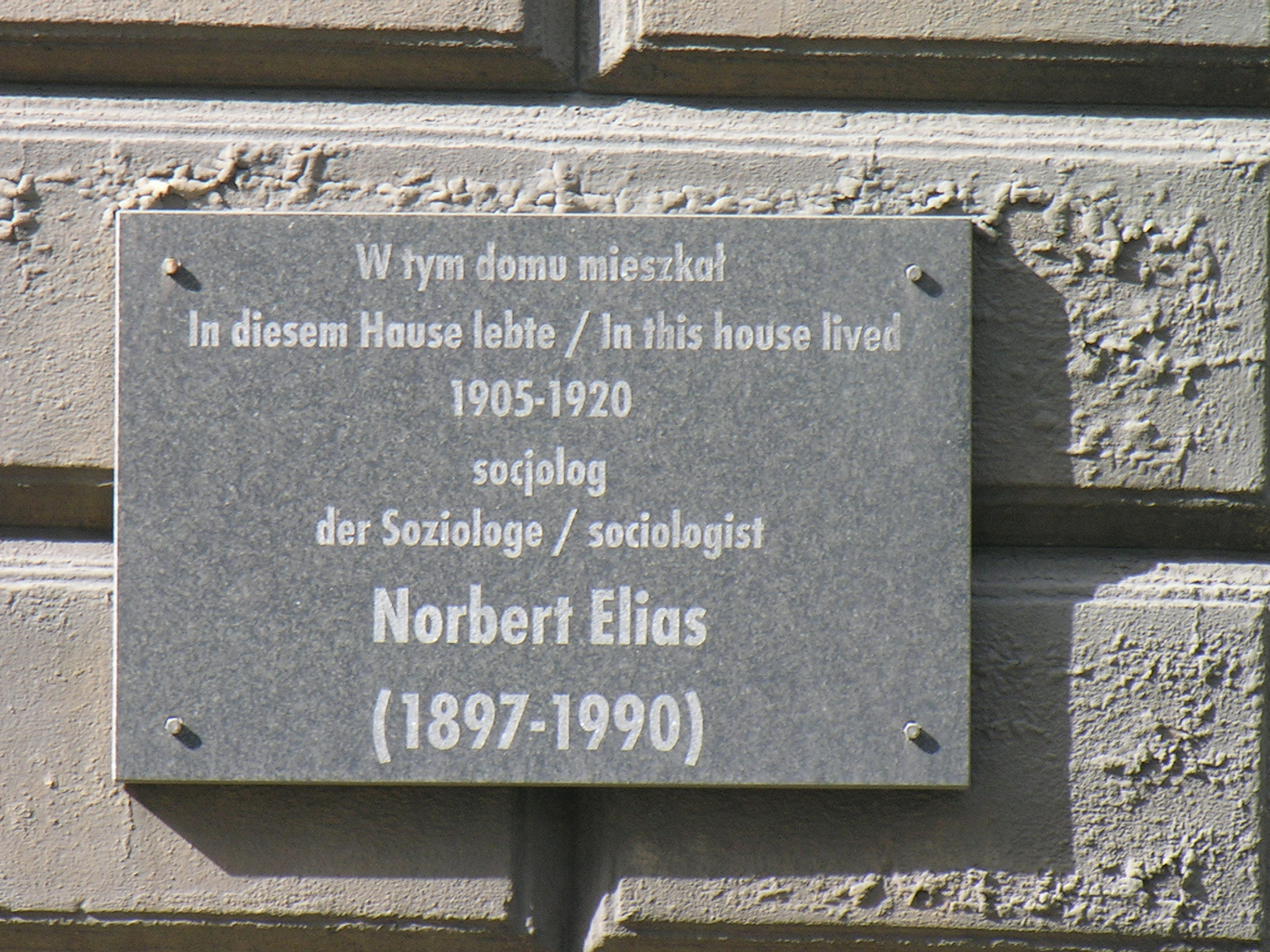
Gedenktafel in Wrocław (Breslau)

- 1980: Universität Bielefeld: Ehrendoktorwürde
- 1986: Großes Verdienstkreuz Bundesrepublik Deutschland
- 1987: Königin der Niederlande: Kommandeur des Oranien-Nassau-Ordens
- 1987: Premio Europeo Amalfi per la Sociologia e le Scienze Sociali.
- 1990: Premio Nonino 'Maestro del nostro tempo'.

## Sonstige Rezeption
An der Europa-Universität Flensburg wurde Mitte der 2010er Jahre das Norbert Elias Center for Transformation Design & Research (NEC) gegründet, dass sich mit gesellschaftlichen Interventionsmöglichkeiten angesichts Klima- und Ressourcenkrisen befasst.

## Schriften und Werkausgaben
- Über die Einsamkeit der Sterbenden in unseren Tagen. Suhrkamp, Frankfurt am Main 1982.
- Gesammelte Schriften (19 Bände). Hrsg. im Auftrag der Norbert-Elias-Stichting Amsterdam von Reinhard Blomert, Heike Hammer, Johan Heilbron, Annette Treibel, Nico Wilterdink. 2002–2010.
  - Band 1: Frühschriften, bearb. von Reinhard Blomert, Frankfurt a. M. 2002, ISBN 3-518-58317-4
  - Band 2: Die höfische Gesellschaft: Untersuchungen zur Soziologie des Königtums und der höfischen Aristokratie; mit einer Einleitung: Soziologie und Geschichtswissenschaft, bearb. von Claudia Opitz, Frankfurt a. M. 2002, ISBN 3-518-58329-8
  - Band 3: Über den Prozeß der Zivilisation. Soziogenetische und psychogenetische Untersuchungen. Band 1: Wandlungen des Verhaltens in den westlichen Oberschichten des Abendlandes. Band 2: Wandlungen der Gesellschaft. Entwurf zu einer Theorie der Zivilisation. Bearbeitet von Heike Hammer. Frankfurt a. M. 1997, ISBN 3-518-58244-5.
  - Band 4: Etablierte und Außenseiter, übers. von Michael Schröter, bearb. von Nico Wilterdink. Frankfurt a. M. 2002, ISBN 3-518-58318-2.
  - Band 5: Was ist Soziologie?, bearb. von Annette Treibel. Frankfurt a. M. 2006, ISBN 3-518-58429-4
  - Band 6: Über die Einsamkeit der Sterbenden in unseren Tagen und Humana Conditio, bearb. von Heike Hammer. Frankfurt a. M. 2002, ISBN 3-518-58351-4.
  - Band 7: Norbert Elias; Eric Dunning: Sport und Spannung im Prozeß der Zivilisation, übers. von Detlef Bremecke, bearb. von Reinhard Blomert.  Frankfurt a. M.2002, ISBN 3-518-58363-8.
  - Band 8: Engagement und Distanzierung, hrsg. und übers. von Michael Schröter, bearb. von Johan Heilbron. Frankfurt a. M. 2003, ISBN 3-518-58381-6.
  - Band 9: Über die Zeit, hrsg. von Michael Schröter, übers. von Holger Fliessbach und Michael Schröter, bearb. von Johan Heilbron. Frankfurt a. M. 2004, ISBN 3-518-58421-9.
  - Band 10: Die Gesellschaft der Individuen, bearb. von Annette Treibel, hrsg. von Michael Schröter. Frankfurt a. M. 2001, ISBN 3-518-58314-X.
  - Band 11: Studien über die Deutschen: Machtkämpfe und Habitusentwicklung im 19. und 20. Jahrhundert, hrsg. von Michael Schröter, bearb. von Nico Wilterdink. Frankfurt a. M. 2005, ISBN 3-518-58425-1.
  - Band 12: Mozart: zur Soziologie eines Genies, hrsg. von Michael Schröter, bearb. von Reinard Blomert. Frankfurt a. M. 2005, ISBN 3-518-58438-3.
  - Band 13: Symboltheorie, bearb. von Helmut Kuzmics, übers. von Reiner Ansén. Frankfurt a. M. 2001, ISBN 3-518-58309-3.
  - Band 14: Aufsätze und andere Schriften I, bearb. von Heike Hammer. Frankfurt a. M. 2006, ISBN 3-518-58453-7.
  - Band 15: Aufsätze und andere Schriften II, bearb. von Heike Hammer. Frankfurt a. M. 2006, ISBN 3-518-58454-5.
  - Band 16: Aufsätze und andere Schriften III, bearb. von Heike Hammer. Frankfurt a. M. 2006, ISBN 3-518-58455-3.
  - Band 17: Autobiographisches und Interviews, mit CD, bearb. von Heike Hammer. Frankfurt a. M. 2005, ISBN 3-518-58422-7.
  - Band 18: Gedichte und Sprüche, bearb. von Sandra Goetz. Frankfurt a. M. 2004, ISBN 3-518-58386-7.
  - Band 19: Gesamtregister, bearb. von Jan-Peter Kunze. Frankfurt a. M.
  - 2010, ISBN 978-3-518-58525-2.

Die chronologische Liste deutscher und englischer Publikationen mit Jahresangabe der Erstpublikation sowie weiterer Übersetzungen ist auf der Website der Norbert Elias-Stiftung einsehbar.